# HD 99712
HD 99712，又名CD-34 7471，SAO 202478、HR 4420，是一颗恒星，视星等为6.45，位于銀經284.31，銀緯24.51，其B1900.0坐标为赤經11h 23m 5.3s，赤緯-34° 24.51′ 42″。